# Потоцкий, Франциск Салезий
Франциск Салезий Потоцкий (пол. Franciszek Salezy Potocki, род. 1700/1720 — 22 октября 1772) — польский магнат, воевода киевский (1756) и волынский (1755), кравчий великий коронный, староста Бельский (1720), кравчий коронный (1736).
Один из тех общественных деятелей Речи Посполитой, чья политика стала причиной трагических событий Колиивщины и гибели множества мирных людей, косвенно ускорив распад Речи Посполитой.

## Биография
Происходил из магнатского рода Потоцких, сын стражника великого коронного Юзефа Фелициана Потоцкого (ум. 1723) и Теофилы Терезы Цетнер.
Один из богатейших магнатов своего времени, владелец огромных богатств на Надднепрянской Украине, прозванный «королевичем Руси».
20 ноября 1720 года унаследовал от отца Белзское староство, став владельцем Кристинополя. В 1724 году избирался в сейм от Белзского воеводства, в 1729-м — от Брацлавского воеводства, в 1730 году — от Черниговского.
В 1728—1731 годах был среди претендентов на руку княжны Марии Софии Сенявской, ставшей позже супругой Августа Александра Чарторыйского, в результате чего между его родом и родами Чарторыйских и Понятовских возникла вражда.
В 1732 году унаследовал от дяди белзского воеводы Станислава Владислава Потоцкого имения Умань, Браилов, Торговицу, Могилев, Тульчин, а также Грубешовское староство.
После смерти в 1733 году короля Августа II Сильного вновь избран в сейм от Белзского воеводства. Вместе с остальными Потоцкими встал на сторону короля Станислава Лещинского, поддержав Дзиковскую конфедерацию, от имени которой был посланником в Турции. После поражения конфедерации провёл некоторое время в изгнании.
В 1736 году вернулся на родину и примирился с королём Августом III. Тем не менее, был противником Саксонии и одним из лидеров республиканской партии, после смерти своего отца Юзефа Фелициана Потоцкого и Михала Потоцкого фактически став главой клана Потоцких.
В 1744 году продал Тучинский и Губковский «ключи» великому коронному подстолию Станиславу Любомирскому. В 1748 году основал при костеле в Настасове монастырь иезуитов, действовавший до запрета деятельности ордена австрийцами.
В 1750 году стал кавалером Ордена Белого Орла.
Заручившись формальным согласием российского правительства, намеревался получить польскую корону после детронизации Августа III. Когда в 1763 году на съезде в Пётркове всё было готово к созданию конфедерации, поступило известие о смерти короля, и Потоцкий направил посла в Петербург, где его заверили в полной поддержке.
Однако в день выборов короля стараниями Чарторыйских выдвинута была кандидатура Станислава Понятовского, и российская сторона, вопреки данным ею обещаниям, поддержала кандидатуру последнего. Оскорблённый Потоцкий покинул Варшаву и в Подгайцах созвал своих сторонников, образовав новую конфедерацию против России. Последняя, однако, была готова к подобному развитию событий, выслав войско во главе с генералом Петром Кречетниковым, которое, достигнув Подгаец на третий день, разгромило надворную милицию Потоцких, четверо из которых бежали в Османскую империю, где позже при посредничестве французского посла де Верженна втянули Турцию в войну против России.
Оставшийся в Польше Ф. С. Потоцкий в 1767 году стал одним из лидеров Радомской конфедерации. Во время Колиивщины, будучи владельцем местечка Умань и сеньором одного из предводителей восстания казацкого сотника Ивана Гонты, пожертвовав своим общественным положением и безопасностью своей семьи, выступил против Барской конфедерации, перейдя на сторону воевавших против конфедератов гайдамаков, что стало одной из причин Уманской резни.
После подавления восстания русскими войсками П. Н. Кречетникова, практически лишившись всех воинских сил и политического влияния, вынужден был послать новому королю письмо с изъявлением покорности. После первого раздела Польши почти всё имущество Ф. С. Потоцкого перешло Габсбургам. 14 сентября 1772 года австрийские власти отобрали у Ф. С. Потоцкого замок со всей артиллерией, запретив иметь собственное войско.
Проиграв судебный процесс Коморовским, апеллировавшим к императрице Марии Терезии, приговорён был последней к публичной казни, после чего, получив об этом известие, покончил с собой, приняв яд.
Ф. С. Потоцкий поддерживал дружеские отношения с Турцией и крымским ханом, принимал у себя послов тягинская и хотинского паши. Постоянно переписываясь с господарем Молдавского княжества Константином Раковицэ, был в курсе всех турецких дел. Принимал в Кристинополе турецкого посла в Варшаве Али Агу. Будучи против создания Новой Сербии, препятствовал переселению туда сербов под руководством И. С. Хорвата из земель Речи Посполитой.

## Награды
- Орден Святого Александра Невского (06.08.1732)[3].

## В литературе и искусстве
- Франц Салезий Потоцкий изображён на картине Рейтан — упадок Польши художника Яна Матейко.

## Семья
Был дважды женат. Его первой женой была Софья Ржечицкая (из рода Ржечицких герба Янина), умерла в 1741 году, похоронена Кристинополе (Шептицкий, Львовская обл.) в костеле бернардинцев, от брака с которой детей не имел. В 1742 году вторично женился на Анне Потоцкой (ум. 1772), дочери воевода познанского Станислава Потоцкого (ум. 1760) и Марии Лащ (ум. 1731). Дети:
- Станислав Щенсный Потоцкий (1751—1805) — польский магнат и государственный деятель, основатель парка «Софиевка», хорунжий великий коронный, воевода русский, генерал-лейтенант польской армии и генерал коронной артиллерии, староста белзский, грубешовский и сокальский
- Антонина Адела (пол. Antonina Adela) Потоцкая — первая жена старосты сецеховского и генерал-лейтенанта русской армии, князя Франтишека Ксаверия Любомирского (1747—1819).
- Пелагея Тереза Потоцкая, жена с 1771 года маршалка великого коронного Михаила Ежи Мнишека (1748—1806)
- Людвика Пелагея Потоцкая (ок. 1758—1783), жена с 1775 года писаря польного коронного Казимира Ржевуского (ум. 1820)
- Марианна Потоцкая, жена с 1760 года генерала артиллерии коронной, графа Фридриха Алозия Брюля (1739—1793).